# Jewgenija Jakowlewna Bugoslawskaja
Jewgenija Jakowlewna Bugoslawskaja, auch Jewgenija Jakowlewna Boguslawskaja, (russisch Евгения Яковлевна Бугославская, auch russisch Евгения Яковлевна Богуславская; * 9. Dezemberjul. / 21. Dezember 1899greg. in Moskau; † 30. Mai 1960 ebenda) war eine sowjetische Astronomin und Hochschullehrerin.

## Leben
Bugoslawskaja besuchte 1913–1915 zusammen mit ihrer Schwester Natalija (1898–1958) und ihrer Mutter das Observatorium der Moskauer Gesellschaft für Volks-Unis am Lubjanka-Platz. Sie spielte Klavier und sang. Sie studierte dann an der Universität Moskau (MGU) in der Astronomie-Abteilung mit Abschluss mit Auszeichnung 1924. 1925–1928 war sie Aspirantin im Institut für Astronomie und Geodäsie an der MGU.
1928–1932 musste Bugoslawskaja als Geodäsie-Ingenieurin in der Militär-Topografie-Verwaltung der Roten Armee arbeiten.
1932 wurde Bugoslawskaja wissenschaftliche Mitarbeiterin im Sternberg-Institut für Astronomie (GAISch). Ab 1934 lehrte sie an der MGU. 1935 wurde sie zum Doktor der Physikalisch-mathematischen Wissenschaften promoviert. Während des Deutsch-Sowjetischen Kriegs war sie mit Mitarbeitern der MGU und des GAISch in Swerdlowsk evakuiert. 1949 folgte die Ernennung zum Professor.
Bugoslawskajas Forschungsschwerpunkte waren die fotografische Astrometrie und die Untersuchung der Sonne. 1936–1937 bestimmte sie die Eigenbewegungen der Sterne im östlichen Zweig der Dunkelwolken des Perseus und Stiers und im Orionnebel. Sie beobachtete Doppelsterne mit einem 38-cm-Doppelastrografen. Sie leitete mit anderen die Expeditionen zur Beobachtung der totalen Sonnenfinsternisse am 19. Juni 1936, 21. September 1941, 9. Juli 1945, 25. Februar 1952 und 30. Juni 1954. Sie untersuchte die Struktur und Feinstruktur der Korona und ihre Rotation sowie die Bewegungen innerhalb der Korona anhand der Daten seit 1887 und die Abhängigkeit der Strömungen in der Korona von den Veränderungen der Sonnenaktivität und von der heliografischen Breite. Sie trug dazu bei, dass das GAISch-Observatorium auf den Leninbergen modern ausgerüstet wurde.
Der Venuskrater Bugoslavskaya trägt Bugoslawskajas Namen.